# Jeune homme et cheval
Jeune homme et cheval, (Menino levando um cavalo em português), é uma pintura de Pablo Picasso, criada em 1906, durante o seu período rosa.
Neste trabalho, assim como em outros da mesma época, Picasso tentava passar uma sensação tridimensional à tela. Nesta mesma fase cresce o seu interesse em explorar novas formas de arte como a escultura.